# Arbeitsgericht Grafenau
Das Arbeitsgericht Grafenau war ein bayerisches Arbeitsgericht mit Sitz in Grafenau.

## Geschichte
Gemäß Arbeitsgerichtsgesetz vom 23. Dezember 1926 wurden in Deutschland Arbeitsgerichte gebildet. Diese waren nur in der ersten Instanz organisatorisch selbstständige Gerichte, die Landesarbeitsgerichte waren den Landgerichten zugeordnet. Am Landgericht Deggendorf entstand so 1927 das Landesarbeitsgericht Deggendorf als eines von 23 Landesarbeitsgerichten in Bayern. In Grafenau entstand das Arbeitsgericht Grafenau als eines von vier Arbeitsgerichten des Landesarbeitsgerichts. Sein Sprengel umfasste den Gerichtsbezirk des Amtsgerichts Grafenau. Es bestand eine allgemeine Kammer für Arbeiter und Angestellte und eine Kammer für das Handwerk.
Bereits 1929 wurde die Zahl der Arbeitsgerichte deutlich reduziert. Das Landesarbeitsgericht Deggendorf wurde aufgehoben, seine Aufgaben übernahm das Landesarbeitsgericht München. Auch das Arbeitsgericht Grafenau wurde aufgehoben. Seine Aufgaben übernahm das Arbeitsgericht Regen aufgehoben wurden.